# Edicto sobre Precios Máximos

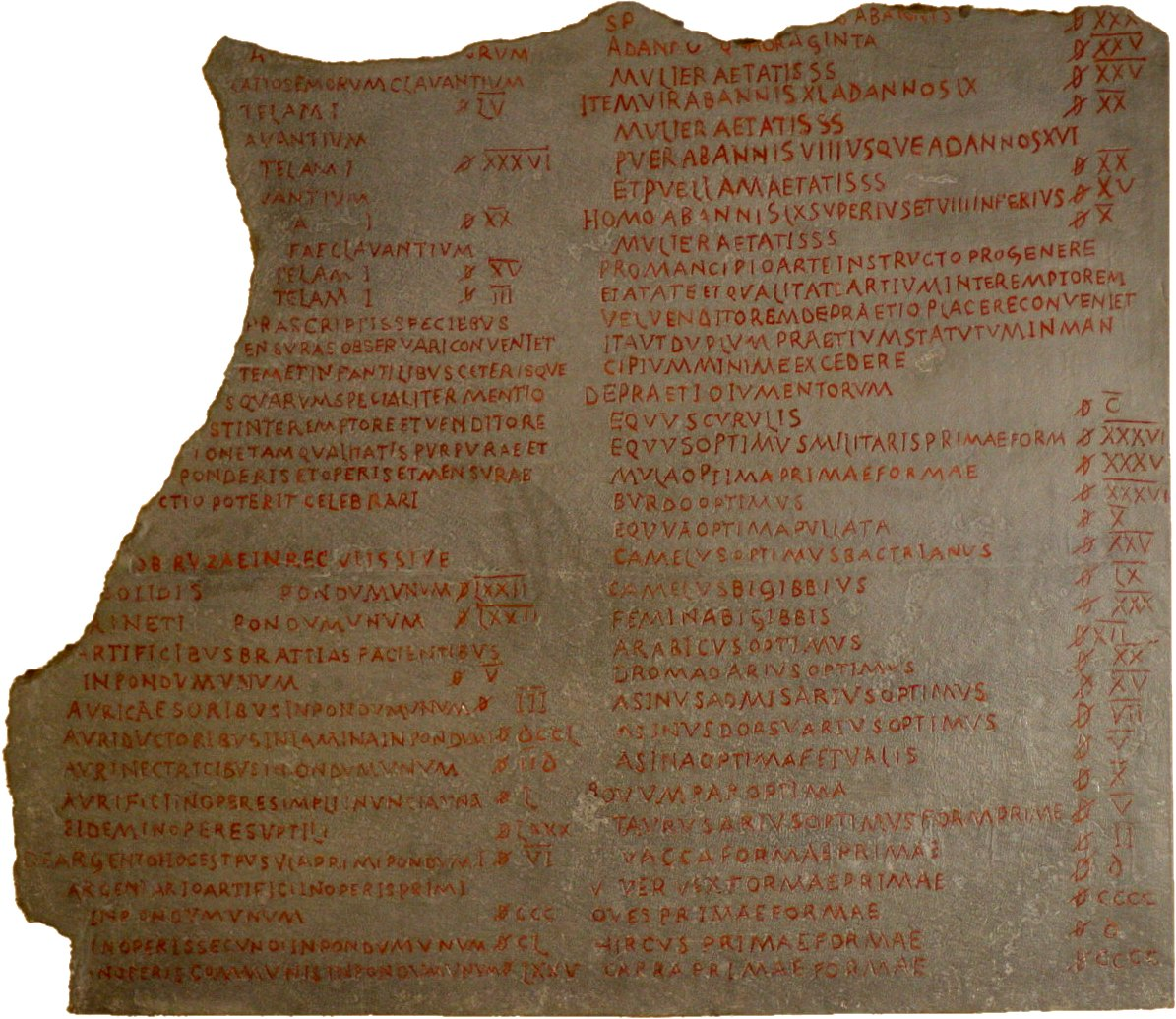
Pergamino en el que figura parte del edicto. Pergamonmuseum, Berlín.

El Edicto sobre Precios Máximos, también conocido como el Edicto sobre Precios o el Edicto de Diocleciano (en latín, Edictum De Pretiis Rerum Venalium) fue una norma promulgada en el año 301 por el emperador romano Diocleciano que fijaba los precios máximos para más de 1300 productos, además de establecer el coste de la mano de obra para producirlos.

## Antecedentes
Durante la crisis del siglo III, la moneda romana se había devaluado enormemente debido a que los numerosos emperadores y usurpadores habían ido acuñando sus propias monedas mediante el sistema de devaluar su valor metálico con la finalidad de obtener más efectivo con el que pagar a los soldados y funcionarios. Junto con esta norma, Diocleciano emitió diversos edictos fiscales y monetarios con la intención de reformar el sistema impositivo y estabilizar la moneda. Es difícil saber hasta qué punto se cambió el sistema monetario, puesto que los valores e incluso los nombres de las distintas monedas a menudo son desconocidos.
Todas las monedas en los Decretos y en el Edicto reciben valoraciones fraccionarias en función del denarius, que Diocleciano esperaba reemplazar con un sistema basado en el valor de la moneda de plata argenteus y sus fracciones. Parece que el argenteus tendría un valor equivalente a 100 denarii, y el nummus bañado en plata tendría un valor de 25. El aureus de oro, que para entonces valía ya unos 833 denarii sería reemplazado por una moneda denominada solidus, valorada en 1000 denarii (se trata de una moneda distinta del solidus que introduciría Constantino I pocos años más tarde). Las monedas mantuvieron su valor facial durante el reinado de Diocleciano, pero salvo por las monedas de bronce y de cobre, que fueron producidas en masa, las acuñaciones de moneda fueron muy raras y tuvieron poco efecto en la economía.
|          | Solidus | Argenteus | Nummus | Radiate | Laureate | Denarius |
| -------- | ------- | --------- | ------ | ------- | -------- | -------- |
| Solidus  | 1       | 10        | 40     | 200     | 500      | 1000     |
| Argentus | 1/10    | 1         | 4      | 20      | 50       | 100      |
| Nummus   | 1/40    | 1/4       | 1      | 5       | 12 1/2   | 25       |
| Radiate  | 1/200   | 1/20      | 1/5    | 1       | 2 1/2    | 5        |
| Laureate | 1/500   | 1/50      | 2/25   | 2/5     | 1        | 2        |
| Denarius | 1/1000  | 1/100     | 1/25   | 1/5     | 1/2      | 1        |

## Contenido

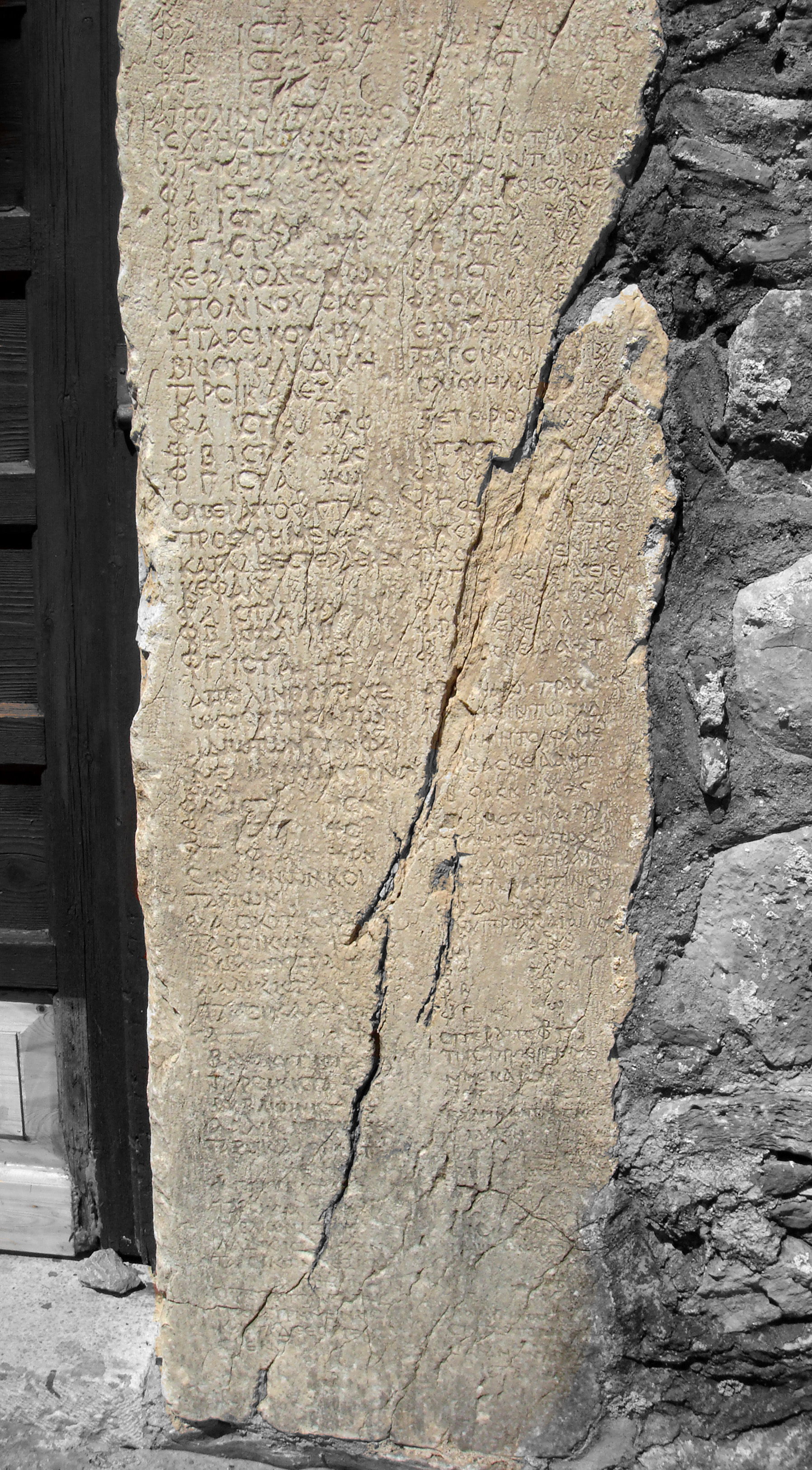
Una de las cuatro partes del edicto (en griego) que figura en una pieza de reutilizada como marco de una puerta en la iglesia medieval de San Juan Crisóstomo, en Geronthres, Grecia.

Las acuñaciones a gran escala de monedas de baja ley tuvo un efecto inflacionista, y en un intento por combatir este problema Diocleciano promulgó su Edicto sobre Precios Máximos en el año 301. En él se estableció la pena capital contra los especuladores, a los que culpaba de la inflación y a los que comparaba con los «bárbaros» que amenazaban el imperio. Asimismo se prohibió que los mercaderes llevasen sus productos a otros mercados en los que pudieran vender a precios más altos, y el coste del transporte no podría utilizarse como excusa para incrementar el precio final de los bienes.
El último tercio del Edicto, dividido en 32 secciones, imponía un techo máximo de precios para más de mil productos, entre los que se incluían alimentos (carne de vaca, grano, vino, cerveza, salchichas, etc.), ropa (zapatos, abrigos, etc.), costes del transporte marítimo e incluso el precio del jornal. El límite más alto en los productos de la lista es el de un tipo de seda de color púrpura, cuyo precio máximo se fijó en 150 000 denarii la libra (lo cual equivaldría al precio de un león según el mismo Edicto).
El Edicto probablemente se promulgó desde Antioquía o Alejandría y aparece en inscripciones en griego antiguo y en latín. Actualmente, solo han perdurado fragmentos encontrados sobre todo en la parte oriental del imperio, desde donde Diocleciano gobernaba. Sin embargo, es la legislación que mejor ha sobrevivido de la época de la tetrarquía. La norma fue duramente criticada por Lactancio, escritor cristiano de Nicomedia, que acusaba a los emperadores de la inflación y que relató las luchas y derramamientos de sangre que fueron provocadas por la interferencia en los precios. A finales del reinado de Diocleciano, en 305, el Edicto estaba ya siendo virtualmente ignorado, si bien la economía no llegó a estabilizarse hasta la reforma monetaria de Constantino.
Así relató el autor cristiano Lactancio, que muestra una gran animadversión hacia el «pagano» Diocleciano («de insaciable avaricia», causante del aumento de los precios), cómo se fraguó el decreto y cómo hubo de revocarse finalmente «después de que muchos encontraran la muerte»:

Este mismo Diocleciando de insaciable avaricia, no quiso nunca vaciar las arcas de sus tesoros, sino que calculó siempre el excedente de riqueza y los fondos destinados a dádivas para poder así mantener completo e intacto lo que almacenaba. Porque, asimismo, debido a sus fechorías provocó que los precios se elevaran a cimas insólitas, trató de fijar por ley los precios de los bienes puestos a la venta. Se derramó mucha sangre a causa de artículos baratos y menudos, y era tal la alarma general que nadie salía a vender; después, el aumento de precios empeoró considerablemente hasta que, después de muchos encontraran la muerte, la pura necesidad llevó a revocar la ley.

## Consecuencias
El Edicto no consiguió su objetivo de detener la inflación, puesto que la producción en masa de monedas de bajo valor metálico continuó devaluando la moneda e incrementando los precios, haciendo que los precios máximos del Edicto resultasen demasiado bajos. Los mercaderes optaron, o bien por dejar de comercializar algunos bienes, venderlos ilegalmente, o utilizar el trueque. El Edicto, por lo tanto, alteró el intercambio de bienes y el comercio, especialmente a nivel mercantil. En ocasiones, incluso ciudades enteras dejaron de poder permitirse comerciar. Además, y debido a que el Edicto también fijaba los salarios, muchos de los que tenían salarios fijos, y en especial los soldados, se encontraron con que su dinero cada vez tenía menor poder adquisitivo, dado que los precios artificiales no reflejaban los costes reales. Algunos autores, como Edward Gibbon, identifican al Edicto como una de las causas económicas de la caída del Imperio Romano de Occidente.